# Beverly (New Jersey)
Beverly – miasto w Stanach Zjednoczonych, w stanie New Jersey, w hrabstwie Burlington.